# Національний чемпіонат Гвінеї-Бісау
Національний чемпіонат Гвінеї-Бісау (порт. Campeonato Nacional da Guiné-Bissau) — змагання з футболу з-поміж клубів Гвінеї-Бісау, в ході якого визначається чемпіон країни й представники міжнародних клубних змагань. Перший розіграш чемпіонату стартував 1975 року.

## Історія
Принаймні з 1960 року, національний чемпіон у колишній португальській колонії Гвінеї-Бісау не проводився до 1972 року.
Після одностороннього проголошення незалежності країни в 1973 році, 1974 року утворено Національну футбольну асоціацію Гвінеї-Бісау (порт. «Federação de Futebol da Guiné-Bissau»). У 1975 році вона організувала перший новий національний чемпіонат — Національний чемпіонат Гвінеї-Бісау.
Різні політичні та фінансові кризи в Гвінеї-Бісау іноді призводили до перерви в чемпіонаті або його скасування. Таким чином, окремі чемпіонати так і не проводилися, зокрема, з початком португальської колоніальної війни в Гвінеї-Бісау з 1963 року.

## Команди-учасниці в сезоні 2015
- Баланташ (Маншоа)
- ФК «Кунтум» (Кунтум)
- Болама (Підвищився) (Болама)
- Ештрела Негра (Бісау) (Підвищився) (Бісау)
- ФК «Біжагуш» (Підвищився) (Бубак)
- ФК «Канчунгу» (Канчунгу)
- ФК «Лагартуш» (Бамбадінса)
- Нуну Тріштау (Була)
- Порту (Бісау) (Бісау)
- Бенфіка (Бісау) (Бісау)
- Спортінг (Бафата) (Бафата)
- Спортінг (Бісау) (Бісау)
- Тігреш ді Фронтейра (Сан-Домінгуш)
- Інтер (Бісау) (Бісау)

## Попередні чемпіони
- 1975 : Баланташ (Маншоа)
- 1976 : Інтер (Бісау) (Бісау)
- 1977 : Бенфіка (Бісау) (Бісау)
- 1978 : Бенфіка (Бісау) (Бісау)
- 1979 : переможця не було визначено
- 1980 : Бенфіка (Бісау) (Бісау)
- 1981 : Бенфіка (Бісау) (Бісау)
- 1982 : Бенфіка (Бісау) (Бісау)
- 1983 : Спортінг (Бісау) (Бісау)
- 1984 : Спортінг (Бісау) (Бісау)
- 1985 : Інтер (Бісау) (Бісау)
- 1986 : Спортінг (Бісау) (Бісау)
- 1987 : Спортінг (Бафата) (Бафата)
- 1988 : Бенфіка (Бісау) (Бісау)
- 1989 : Бенфіка (Бісау) (Бісау)
- 1990 : Бенфіка (Бісау) (Бісау)
- 1991 : Спортінг (Бісау) (Бісау)
- 1992 : Спортінг (Бісау) (Бісау)
- 1993 : Порту (Бісау) (Бісау)
- 1994 : Спортінг (Бісау) (Бісау)
- 1995 : переможця не було визначено
- 1996 : Рекреатіва (Мансаба) (Мансаба)
- 1997 : Спортінг (Бісау) (Бісау)
- 1998 : Спортінг (Бісау) (Бісау)
- 1999 : чемпіонат не проводився
- 2000 : Спортінг (Бісау) (Бісау)
- 2001 : чемпіонат не проводився
- 2002 : Спортінг (Бісау) (Бісау)
- 2003 : Інтер (Бісау) (Бісау)
- 2004 : Спортінг (Бісау) (Бісау)
- 2005 : Спортінг (Бісау) (Бісау)
- 2006 : Баланташ (Маншоа)
- 2007 : Спортінг (Бісау) (Бісау)
- 2008 : Спортінг (Бафата) (Бафата)
- 2009 : Баланташ (Маншоа)
- 2010 : Бенфіка (Бісау) (Бісау)
- 2011 : Атлетіку (Біссора) (Біссора)
- 2012 : чемпіонат не проводився у зв'язку з фінансовими проблемами
- 2013 : Баланташ (Маншоа)
- 2014 : Нуну Тріштау (Була)
- 2015 : Бенфіка (Бісау) (Бісау)

## Виступи по клубах
| Клуб                 | Місто   | Чемпіонств | Роки чемпіонств                                                                    |
| -------------------- | ------- | ---------- | ---------------------------------------------------------------------------------- |
| Спортінг (Бісау)     | Бісау   | 14         | 1983, 1984, 1986, 1991, 1992, 1994, 1997, 1998, 2000, 2002, 2004, 2005, 2007, 2010 |
| Бенфіка (Бісау)      | Бісау   | 9          | 1977, 1978, 1980, 1981, 1982, 1988, 1989, 1990, 2015                               |
| Баланташ             | Маншоа  | 4          | 1975, 2006, 2009, 2013                                                             |
| Інтер (Бісау)        | Бісау   | 3          | 1976, 1985, 2003                                                                   |
| Спортінг (Бафата)    | Бафата  | 2          | 1987, 2008                                                                         |
| Порту (Бісау)        | Бісау   | 1          | 1993                                                                               |
| Рекреатіва (Мансаба) | Мансаба | 1          | 1996                                                                               |
| Атлетіку (Біссора)   | Біссора | 1          | 2011                                                                               |
| Нуну Тріштау         | Була    | 1          | 2014                                                                               |

## Найкращі бомбардири чемпіонату
| Рік     |              | Найкращі бомбардири     | Клуб                          | К-ть забитих м'ячів |
| 2002    |              | Амаду Апатчі            | Інтер (Бісау) Бенфіка (Бісау) | 9                   |
| 2002/03 | Гвінея-Бісау | Амаду Балде             | Спортінг (Бісау)              | 25                  |
| 2004/05 | Гвінея-Бісау | Жоау Карлуш «Маджер»    | Спортінг (Бісау)              | 14                  |
| 2006/07 | Гвінея-Бісау | Мамаді Данфа Баба       | Рекреатіва (Мансаба)          | 9                   |
| 2007/08 | Гвінея-Бісау | Альберту Ку «Стромберг» | Бенфіка (Бісау)               | 22                  |
| 2009/10 | Гвінея-Бісау | Дауда Ба                | Спортінг (Бафата)             |                     |
| 2015    | Гвінея-Бісау | Сумаїла Джассі          | Бенфіка (Бісау)               | 27                  |